# GayNZ.com
GayNZ.com es un sitio web de noticias para la comunidad gay, lesbiana, bisexual y transexual neozelandesa.  Diaramente se fijan boletines, noticias e historias locales e internacionales con tema gay o relacionados directamente a esa comunidad. El sitio sigue las acciones asociadas con grupos de presión que son antigay, reporta en los desarrollos politicales relacionados con neocelandeses LGBT, discute temas contemporáneas y hace encuestas con relevencia a la gente LGBT.